# Maska izolacyjna IP-46
Maska izolacyjna IP-46 – maska przeciwgazowa używana w ludowym Wojsku Polskim.

## Charakterystyka maski
Maska izolacyjna IP-46 pozostawała na wyposażeniu polskich czołgistów i chemików od końca lat 50. XX w. do lat 80. XX w. Była przeznaczona do pracy na lądzie, a po jej zmodernizowaniu do standardu IP-46M służyła do zabezpieczenia wyjścia załogi czołgu w przypadku jego zatopienia oraz do prac pod wodą. Ta ostatnia miała masę około 5,5 kg i pozwalała na przebywanie w wodzie, w zależności od temperatury, od 20 minut do 2 godzin. Dopuszczalna głębokość zanurzenia do 7 m.

## Budowa maski
Cześć twarzowa 
Część twarzowa izolowała drogi oddechowe, twarz i oczy od otaczającej atmosfery lub wody, poprzez rurę łączącą kierowała wydychane powietrze do pochłaniacza regeneracyjnego i doprowadzała zregenerowane powietrze z worka oddechowego do dróg oddechowych. Wewnątrz maski znajdował się gumowy uszczelniacz zwiększający jej szczelność.
Pochłaniacz regeneracyjny
Pochłaniacz regeneracyjny był przeznaczony do wydzielania tlenu, niezbędnego do oddychania, oraz pochłaniania wydychanego dwutlenku węgla. Wypełniony był mieszanką nadtlenku sodowego oraz wodorotlenku wapniowego. W górnej części pochłaniacza znajdowały się dwie końcówki: w jednej z nich umieszczano urządzenie rozruchowe, a do drugiej mocowano rurę od części twarzowej. Końcówka w dolnej części łączyła pochłaniacz z workiem oddechowym.
Worek oddechowy
Gumowy worek oddechowy spełniał rolę zbiornika wydychanego powietrza i tlenu wydzielającego się z pochłaniacza regeneracyjnego. Posiadał dwa kołnierze do połączenia z pochłaniaczem i zaworem nadciśnieniowym. Jego pojemność wynosiła około 4,5 dm³.
Szkielet aluminiowy z zespołami maski
Szkielet aluminiowy służył do umocowania wszystkich zespołów maski izolacyjnej: ustnik łączył drogi oddechowe z kolankiem części twarzowej; zacisk nosowy uniemożliwiał oddychanie przez nos, a urządzenie do uzupełniającego podawania tlenu było przeznaczone do napełniania worka tlenem przy szybkim zanurzeniu do wody i zejściu na większą głębokość oraz przy niedoborze tlenu przy pracy pod wodą.
Torba nośna